# 江下孝
江下 孝（えした たかし、明治43年（1910年） - 平成元年（1989年）6月11日）は、昭和時代の官僚。

## 経歴
福岡県出身。昭和10年（1935年）、東京帝国大学法学部を卒業後、高等文官試験に合格し、内務省に入省。東京府事務官を経て、秋田県・佐賀県にて県庁課長を歴任後、本省に戻る。その後、内務省の再編に伴い、厚生省、戦後、労働省に移る。職業安定局長を最後に退官。退官後は、労働福祉事業団理事、雇用促進事業団副理事長、中高年齢者雇用福祉協会会長を歴任した。1989年、肺炎のため死去。

## 親族
- 江下忠：兄、東京帝国大学法学部卒、通商産業省東京通商産業局商工部長。
- 徳永久次：義弟、東京帝国大学法学部卒、経済企画事務次官、通商産業事務次官、新日本製鐵取締役副社長、石油公団総裁。
- 佐々木雄堂：義兄、佐賀市龍泰寺住職、大政翼賛会佐賀支部常任委員。
- 石井利雄：義従兄弟、海軍中尉、造船技師、日本ブラストマシン（現・JFEプラントエンジ）専務。